# 荷蘭Floriade世界園藝博覽會
荷蘭國際園藝博覽會又稱芙蘿莉雅蝶園藝博覽會（荷蘭語：Floriade）是十年一度於荷蘭舉辦的國際園藝博覽會。

## 博覽會一覽
- 1960年 - 鹿特丹
- 1972年 - 阿姆斯特丹
- 1982年 - 阿姆斯特丹
- 1992年 - 祖特爾梅爾
- 2002年 - 哈勒默梅爾-阿姆斯特丹
- 2012年 - 芬洛
- 2022年 - 阿爾梅勒

## 外部連結
- Floriade Official Site（页面存档备份，存于） （荷兰文）（英文）